# Барановичский государственный университет
Барановичский государственный университет (БарГУ) — высшее учебное заведение в городе Барановичи (Брестская область, Беларусь).

## История
Учреждение образования «Барановичский государственный университет» создано по Указу Президента Республики Беларусь 23 июня 2004 года. Открытие университета в нестоличном городе направлено на сближение учреждений высшего образования с регионами, приближения их к гражданам Белоруссии, большинство которых проживает в малых городах.
В 2009 году состоялся первый выпуск студентов университета в количестве 2003 человек.

## Структура
В университете 4 факультета:
- педагогики и психологии,
- инженерный,
- экономики и права,
- лингвистический.

## Ректоры
- Кочурко, Василий Иванович (2004—2021)
- Унсович Александр Николаевич (с 29 июля 2021[1])